# Бад-Лобенштайн
Бад-Лобенштайн (нем. Bad Lobenstein) — город в Германии, районный центр, расположен в земле Тюрингия. 
Входит в состав района Заале-Орла.  Население составляет 6444 человека (на 31 декабря 2010 года). Занимает площадь 48,94 км². Официальный код  —  16 0 75 062.
Город подразделяется на 6 городских районов.